# Severn Lamb

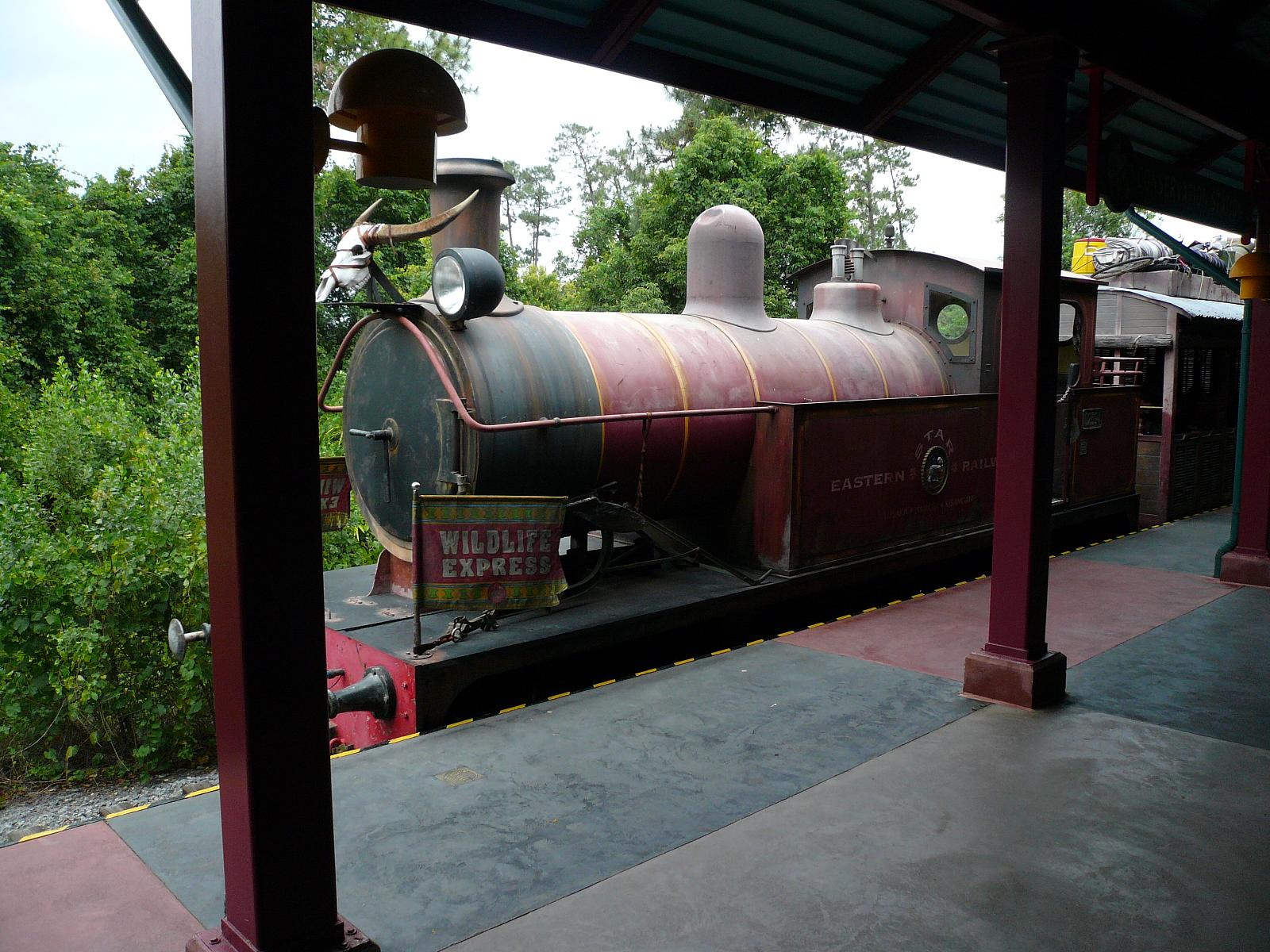
Locomotiva costruita nel 1997 per il Parco Disney's Animal Kingdom in Florida.

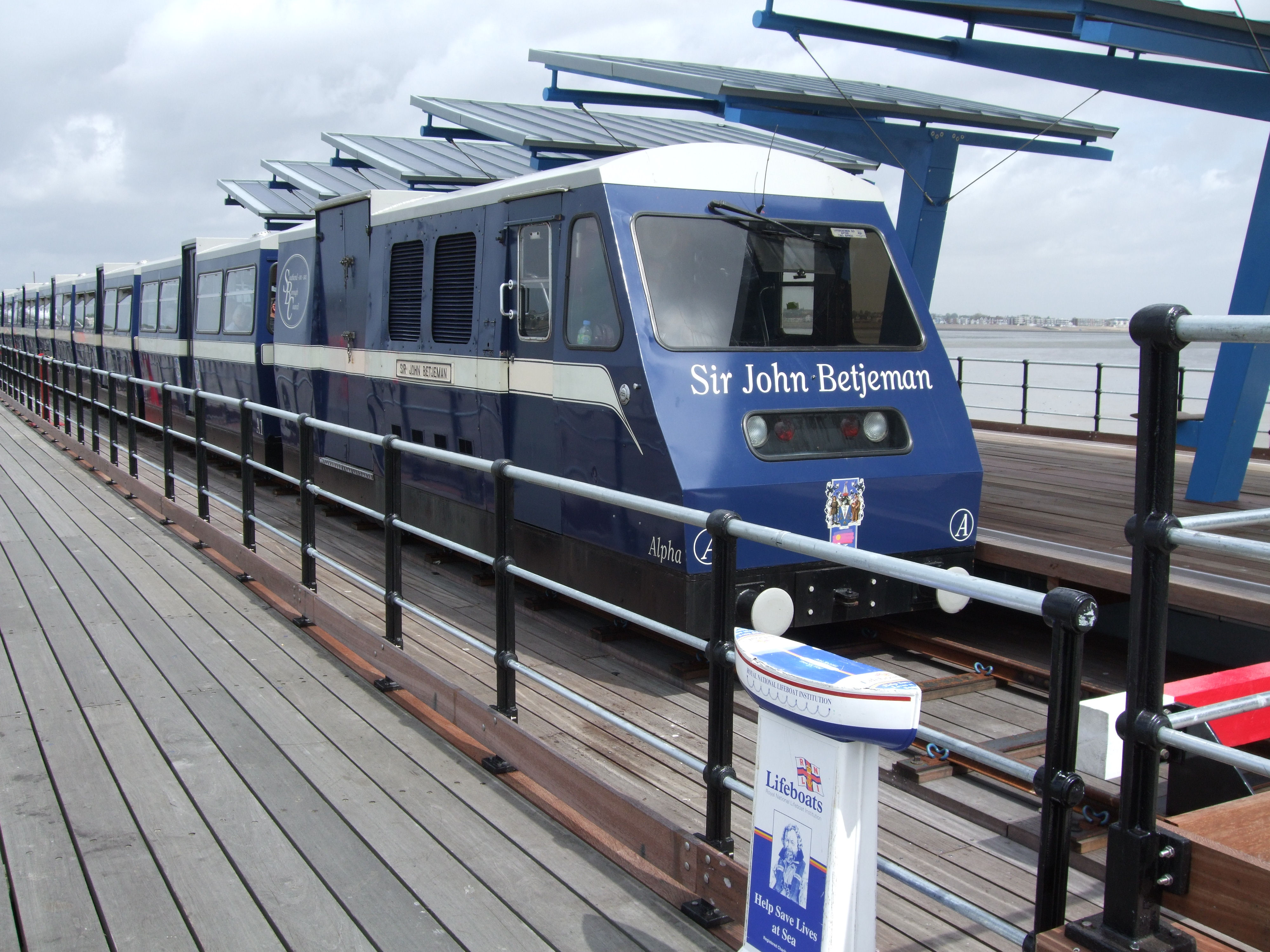
Treno diesel costruito nel 1986 per la ferrovia del molo di Southend-on-Sea, Inghilterra.

Severn Lamb è un'azienda produttrice di attrezzature e sistemi di trasporto destinati principalmente al tempo libero. La sede è ad Alcester, nella contea inglese di Warwickshire, ma i loro prodotti sono venduti in tutto il mondo.
L'azienda fu fondata da Peter Severn Lamb nel 1948 a Stratford-upon-Avon. Nei primi tempi si producevano prevalentemente locomotive a vapore per modellismo e ferrovie in miniatura. Oggi vengono costruite vere locomotive a vapore e locomotive diesel su modello di quelle a vapore per ferrovie a scartamento ridotto di parchi di divertimento e luoghi simili, insieme a road train, monorotaie e vari veicoli personalizzati, quali veicoli elettrici, autobus, e imbarcazioni.
Tra i clienti vi è la Disney, con veicoli costruiti per varie ferrovie nei loro parchi tematici di tutto il mondo. Sono stati realizzati veicoli per molti altri parchi di divertimento e resort in tutto il mondo. In Italia, la monorotaia Mirabilandia Express del parco divertimenti di Ravenna è stata realizzata da Severn Lamb. L'azienda ha anche fornito il palcoscenico mobile per le Olimpiadi del 2004 di Atene.